# Стад Франсе (футбольний клуб)
«Стад Франсе» (фр. Stade Français) — французький футбольний клуб з Парижа. Заснований 1888 року як футбольна секція однойменного спортивного клубу. Виступає в аматорських турнірах, проводить домашні ігри у Вокрессоні, передмісті Парижа. У сезоні 2020/21 виступає в 6-тій окружній лізі округу О-де-Сен (14-й рівень).

## Історія
Протягом 1942-1968 та 1981-1985 років мав професійний статус, відтоді змагається лише на аматорському рівні. Періодом найвищих досягнень команди клубу були повоєнні роки. В сезоні 1946-47 років уперше виступав у найвищому дивізіоні Франції. В сезонах 1946-47 та 1947-48 займав п'яте місце в національній першості, що є його найвищим досягненням. Загалом в елітній лізі французького сезону провів 15 сезонів, останнім з яких був сезон 1966-67.

### Участь в єврокубках
«Стад Франсе» двічі брав участь в розіграшах Кубка Ярмарків — в сезонах 1964-65 та 1965-66.
| Сезон   | Змагання       | Раунд        | Країна     | Клуб      | Рахунок  |
| ------- | -------------- | ------------ | ---------- | --------- | -------- |
| 1964-65 | Кубок Ярмарків | Перший раунд | Іспанія    | «Бетіс»   | 1:1, 2:0 |
|         |                | Другий раунд | Італія     | «Ювентус» | 0:0, 0:1 |
| 1965-66 | Кубок Ярмарків | Перший раунд | Португалія | «Порту»   | 0:0, 0:1 |

### Назви клубу
- «Стад Франсе» (Stade Français): 1900-1942
- «Стад-КАП» (Stade-CAP): 1942–1943
- «Стад Франсе» (Stade Français): 1943–1944.
- «Стад-Капіталь» (Stade-Capitale): 1944–1945.
- «Стад Франсе» (Stade Français): 1945-1948.
- «Стад Франсе-Ред Стар» (Stade Français-Red Star): 1948-1950.
- ФК «Стад Франсе» (Stade Français FC): 1950-1966.
- ФК «Стад де Парі» (Stade de Paris FC): 1966-1968.
- «Стад Франсе» (Stade Français): 1968-1981.
- «Стад Франсе 92» (Stade Français 92): 1981-1985.
- «Стад Франсе» (Stade Français): з 1985.

## Досягнення
- Ліга 2:
  -  Переможець (1): 1951—52
  -  Срібний призер (2): 1945—46, 1958—59
- Чемпіонат Парижу:
  -  Переможець (6): 1925, 1926, 1928, 1954, 1965, 1979
- Кубок Сошо:
  -  Фіналіст (1): 1932